# Adrian Șut
Adrian Gheorghe Șut (* 30. April 1999 in Cociuba Mare, Kreis Bihor) ist ein rumänischer Fußballspieler.

## Karriere

### Verein
Nachdem Adrian Șut zunächst bei ASA Târgu Mureș II gespielt hatte, kam er im Mai 2016 in der Meisterrunde auch für die erste Mannschaft zum Einsatz. Von Januar bis August 2017 spielte er bei CS Unirea Jucu (bis der Verein sich auflöste), anschließend kam er bei Pandurii Târgu Jiu unter. Zur Spielzeit 2018/19 zog es Șut weiter zu Academica Clince, danach schloss er sich ablösefrei dem FCSB Bukarest an. Für den Verlauf der Spielrunde 2019/20 wurde er zurück an Clince verliehen. Seit August 2020 ist er fester Bestandteil der Mannschaft von Bukarest.

### Nationalmannschaft
Im Oktober 2019 debütierte Șut für die rumänische U21 und nahm mit dieser an der U21-Europameisterschaft 2021 teil, in zwei Gruppenspielen trug er die Kapitänsbinde. Ab Sommer 2021 gehörte Șut der U23 an und war Teil deren Olympiakaders bei dem Turnier der Olympischen Sommerspiele im Jahr 2021. Er kam in allen Gruppenspielen seiner Mannschaft, die danach ausschied, zum Einsatz. Für die A-Nationalmannschaft debütierte er am 22. März 2024 bei einem 1:1-Freundschaftsspiel gegen Nordirland, als er zur 75. Minute für Răzvan Marin eingewechselt wurde. Später wurde Șut für den finalen Turnierkader bei der Europameisterschaft 2024 nominiert und kam in der Vorbereitung zu seinem zweiten Länderspieleinsatz.